# Щенниковский сельсовет
Щенниковский сельсовет — сельское поселение в Шарангском районе Нижегородской области.
Административный центр — село Щенники.

## История
Статус и границы сельского поселения установлены Законом Нижегородской области от 15 июня 2004 года № 60-З «О наделении муниципальных образований — городов, рабочих посёлков и сельсоветов Нижегородской области статусом городского, сельского поселения».

## Население
| 2002 | 2010 | 2012 | 2013 | 2014 | 2015 | 2016 |
| ---- | ---- | ---- | ---- | ---- | ---- | ---- |
| 672  | ↘579 | ↘567 | ↘559 | ↘555 | ↘536 | ↘532 |
| 2017 | 2018 | 2019 | 2020 | 2021 |      |      |
| ↘517 | ↘498 | ↘487 | ↘467 | ↘448 |      |      |

## Состав сельского поселения
| № | Населённый пункт | Тип населённого пункта       | Население |
| - | ---------------- | ---------------------------- | --------- |
| 1 | Астанчурга       | деревня                      | ↘144      |
| 2 | Копани           | деревня                      | ↘96       |
| 3 | Лежнино          | деревня                      | →1        |
| 4 | Макаровские      | деревня                      | ↘0        |
| 5 | Малая Уста       | деревня                      | ↘101      |
| 6 | Тишкино          | деревня                      | ↘19       |
| 7 | Тунемер          | деревня                      | ↘0        |
| 8 | Щенники          | село, административный центр | ↘218      |